# Hypnoidus rivularius
Hypnoidus rivularius är en skalbaggsart som först beskrevs av Leonard Gyllenhaal 1808.  Hypnoidus rivularius ingår i släktet Hypnoidus, och familjen knäppare. Arten är reproducerande i Sverige.

## Bildgalleri

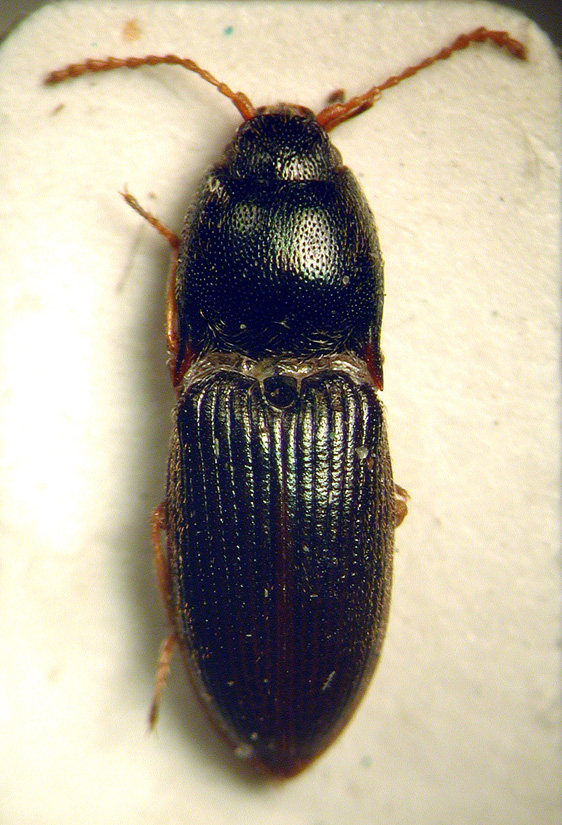